# Lynkos (Mythologie)
Lynkos (altgriechisch Λύγκος Lýnkos, lateinisch Lyncus) ist ein mythischer König von Skythien.
Wegen seiner Absicht, Triptolemos, der Getreideanbau und damit kulturelle Fähigkeiten verbreiten will, zu töten, wird er von Demeter, der Göttin des Getreides und des Ackerbaus, in einen Luchs (λύγξ lýnx) verwandelt.